# ことぶき光
ことぶき光（ことぶき ひかる、1964年3月30日 - ）は、日本のテクノミュージシャン。北海道沼田町出身。作曲・編曲・演奏の他、編集のみによる音楽等のスタイルを採る。様々なミュージシャンとのレコーディングやサポートを行う一方、ドラマのサントラ、CM音楽、新幹線の発車ベル、ゲーム音楽、サンプリング音源、番組サウンドロゴなども手掛けている。時に、要塞の様に組み上げられた異形のシンセ・セット、常用外をも当然とする極限の機器の活用で深甚稠密な活動記録を残す。札幌市立大学非常勤講師、北海道情報大学非常勤講師。

## 来歴
- 1980年頃にデビュー。あがた森魚のバックバンドや「みかんむくっ」というバンドのメンバーとして活動していた。
- 1987年11月1日のライブよりP-MODELに加入。当初は“羊羹ゑるゑる”という名義を使用しており、1987年12月4日に行われたライブ「北から来たオルガン弾き」[4]の終了後に改名する。
- 1988年のP-MODEL氷河期入り後は、バックバンドとして平沢進のソロツアーにも参加する。
- 1991年から1993年までの解凍期と呼ばれるP-MODELでは、直立キーボードシステムの砦を演奏。解凍P-MODEL時代のヒューマン・クロック・システム（藤井ヤスチカのバスドラムでシーケンサーを同期させるシステム）もことぶきが作っていた。平沢とP-MODELの曲「2D OR NOT 2D」「LAB=01」「幼形成熟BOX」等を作曲。
- 1993年UNTAC日本施設部隊（陸上自衛隊）が駐留するカンボジアのタケオ基地[5]を訪れる。
- 1998年以降プノンペンモデルを率い度々行ったヨーロッパツアーでは複数のアウトプットを持つギターを演奏。
- 2001年ハバナに滞在中アメリカで9/11attacks[6]が、1週間後NYCへ。
- 2002年ソロアルバム「mosaic via post」発表後は短パン＆ビーチサンダル姿でグランドピアノに跨がり演奏。
- 2007年には「二足歩行シンセ」を制作、共演。
- 2010年、3DCGと演奏者を舞台上でリアルタイムで同期させるコントロールシステム『R3』を開発[7]。
- 2011年、Lee "Scratch" Perry からのオファーで「Run For Cover」オフィシャルリミックス[8]制作。
- 2012年、ことぶきに『NO ROOM』の「ヒューマン・クロック」を見せられた冨田勲に認められ、『イーハトーヴ交響曲』にエレクトロニクス奏者・技術者・演出家として参加[9]。
- 2013年、ビデオスクラッチによるタンデム音声詩[10] 共作。
- 2014年、レディー・ガガの北米ツアー「LADY GAGA'S artRAVE: the ARTPOP ball」にシステムアーキテクトとして帯同。
- 2016年、Adrian Sherwood が手掛けるライヴ・ダブミックスへアレンジ提供[11]。冨田勲スペース・バレエ・シンフォニー「Dr.コッペリウス」世界初演を演出、作詞・曲・編曲も手掛ける[12][13]（最終楽章『日の出』は、東京2020オリンピック開会式でのクライマックスとなる聖火点灯に採用）。
- 2018年アンドロイド・オペラ「Scary Beauty」日本初演に参加[14]、以降各国にて巡演。
- 2020年以降もプノンペンモデル等で活動している。

## 人物
- 自宅スタジオのアンプ・スピーカー類は全て自作らしい。
- 極度のキレイ好きらしい。
- デビュー時は“スキゾキッズ”と称されていたらしい。
- P-MODEL時代および平沢進のバックバンドを務めていた頃は、キーボードにジャンプして飛び乗る、台ごと蹴り飛ばすなど奇想天外な事をしていた。
- 前述の直立キーボードシステムの砦を演奏するスタイルから"キーボード妖怪"とも呼ばれた。
- かきふらい原作のアニメ作品「けいおん！」に出演する"琴吹紬"の元ネタ[15]。

## ディスコグラフィー
P-MODEL、平沢進、スピッツ、三橋美香子、村井研次郎、あがた森魚、黒色すみれ、冨田勲、Andrew Sharpley Stock, Hausen & Walkman、酒井法子、梅津和時、泉谷しげる、知久寿焼、ダイアモンド☆ユカイ、戸川純、ヤプーズ
Kotobuki Hikaru
- 2002「mosaic via post」
- 2003「extra vergine clip」(DVD)

Kotobuki Hikaru with Phnonpenh MODEL
- 1994「Desk Top Hard Lock」

Phnonpenh MODEL
- 1998「PATCHWORKS」
- 1999「Melting High / berlin~paris~tokyo」
- 2000「SHINONOME」
- 2007「General Midge」
- 2025「Vast Empty Pulse」

P-MODEL
- 1988「三界の人体地図」（VHS）
- 1992「P-MODEL」
- 1992「OPENING SE 1992」（非売品）
- 1992「BITMAP」（VHS）
- 1993「big body」
- 1994「PAUSE」
- 1994「LIVEの方法」
- 2004「GOLDEN☆BEST P-MODEL「P-MODEL」&「big body」」
- 2005「三界の人体地図」（DVD）
- 2014「BITMAP」（DVD）

平沢進
- 1990「error」（VHS）
- 1990「errorCD」
- 2014「error CD+DVD」

冨田勲
- 2012「イーハトーヴ交響曲」
- 2014「SYMPHONY IHATOV Blu-ray」
- 2017「スペース・バレエ・シンフォニー ドクター・コッペリウス」
- 2018「space ballet symphony Dr.Coppelius」
- 2021「イーハトーヴ交響曲 Vinyl Record」
- 2021「『日の出』冨田勲 DENONベスト作品集」

みかんむくっ
- 2018「缶 / ちんダン」
- 2024「1984 rec at zig」